# Pteridomanía

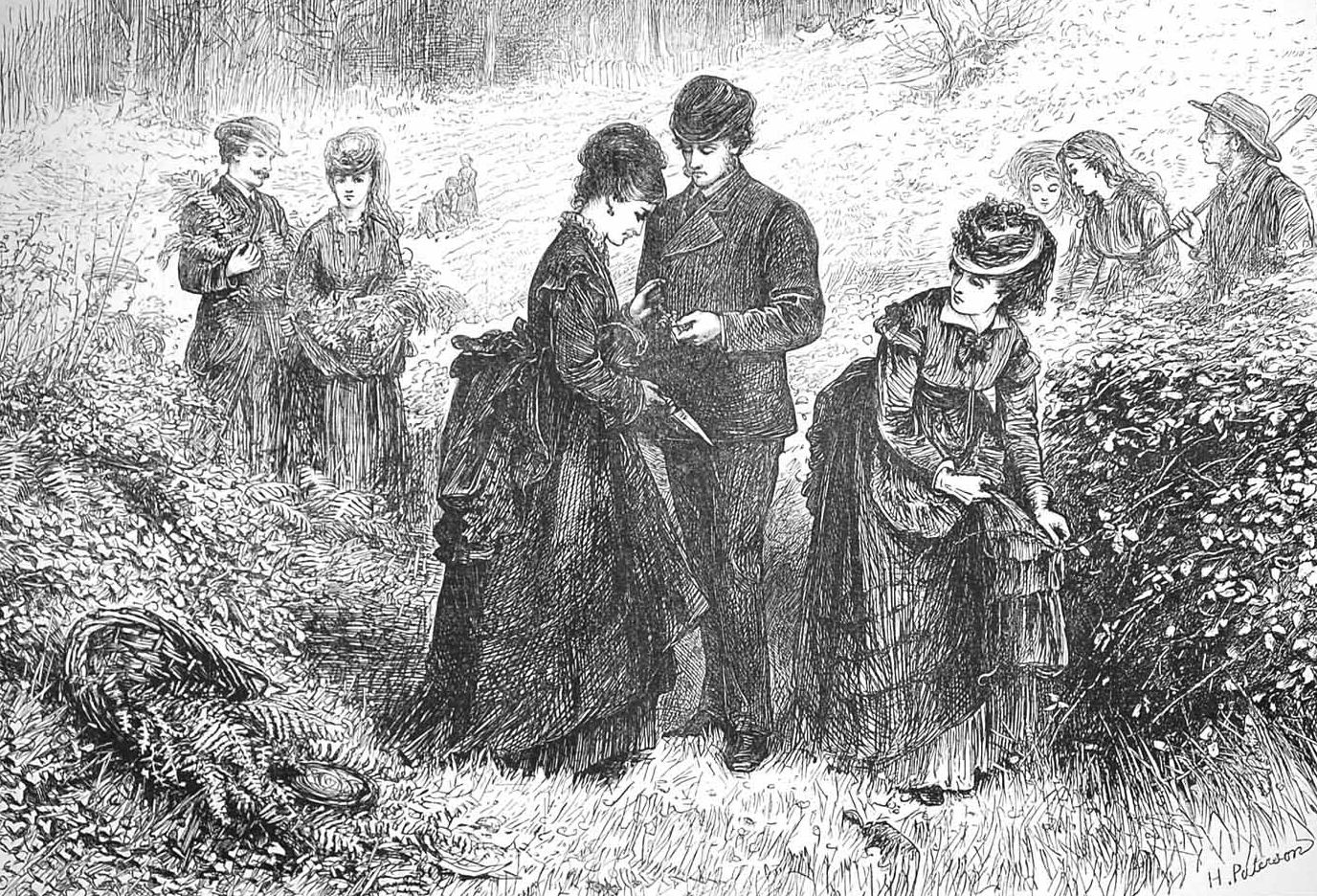
Hellen Allingham, «Recolectando helechos» imagen publicada originalmente en The Illustrated London News en julio de 1871.

La pteridomanía, conocida comúnmente como fiebre del helecho fue una moda desarrollada en la época victoriana que buscaba estudiar los helechos, dando lugar a una gran cantidad de artesanías con el motivo del helecho "apareciendo en todo, desde regalos de bautizo hasta lápidas y monumentos conmemorativos", dejando una huella importante en las artes decorativas victorianas.

## Descripción

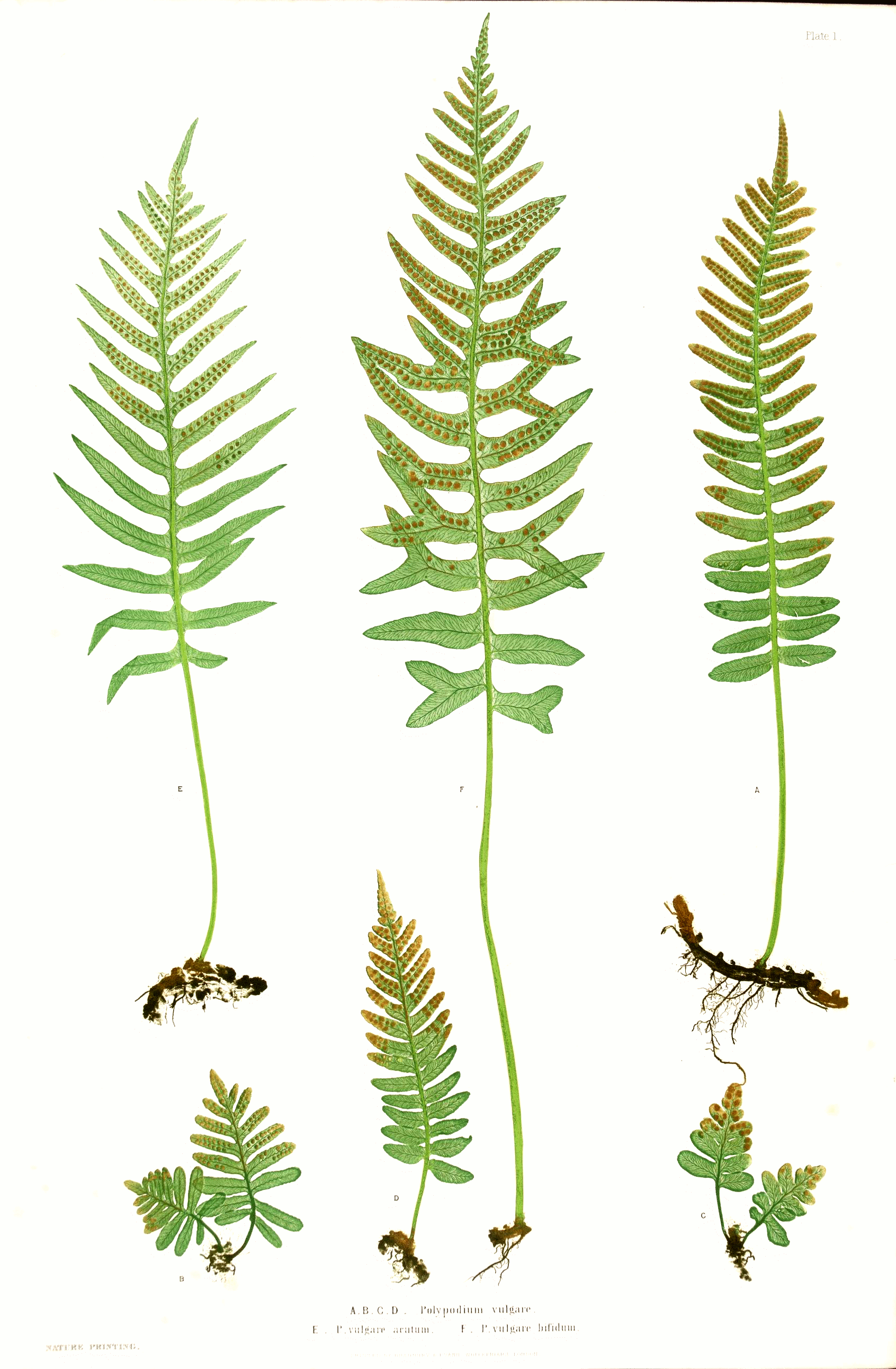
Una placa de Los helechos de Gran Bretaña e Irlanda, un libro de la época de la pteridomanía.

El término Pteridomanía, que significa 'locura por los helechos', un compuesto de Pteridophytes (en griego, helecho) y manía, fue acuñado en 1855 por Charles Kingsley en su libro Glaucus, o The Wonders of the Shore: 
 Es posible que sus hijas, tal vez, se hayan visto atrapadas por la 'Pteridomanía' prevaleciente ... y discuten sobre nombres impronunciables de especies (que parecen diferentes en cada nuevo libro de helechos que compran) .. y, sin embargo, no puede negar que lo disfrutan, y se muestran más activas, más alegres, de lo que lo habrían estado con novelas, chismes, ganchillo y lana de Berlín.
 Según un autor: 
 Aunque el período principal de popularidad de los helechos como motivo decorativo se extendió desde la década de 1850 hasta la década de 1890, el interés por los helechos comenzó realmente a fines de la década de 1830, cuando el campo británico atrajo a un creciente número de botánicos aficionados y profesionales. Se publicaron nuevos descubrimientos en publicaciones periódicas, particularmente The Phytologist: una popular miscelánea botánica, que apareció por primera vez en 1844. Los helechos demostraron ser un grupo de plantas particularmente fructífero para nuevos registros, ya que se habían estudiado menos que las plantas con flores. Además, los helechos eran más diversos y abundantes en las zonas más agrestes y húmedas del oeste y el norte de Gran Bretaña, que se estaban volviendo más accesibles gracias al desarrollo de mejores carreteras y el ferrocarril. 

## Recolección y cultivo

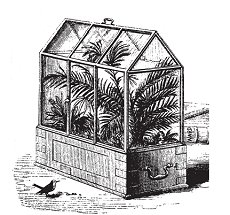
La caja de Ward, un precursor del terrario, ayudó a proteger las colecciones de helechos victorianos de la contaminación del aire de la época.

La colección de helechos atrajo a entusiastas de diferentes clases sociales y se dice que "incluso el trabajador agrícola o minero podía tener una colección de helechos británicos que él había recolectado en la naturaleza y un interés común a veces reunió a personas de entornos sociales muy diferentes".
Para algunos, un pasatiempo de moda y para otros una búsqueda científica más seria, la recolección de helechos se comercializó con la venta de artículos para los recolectores de helechos. Equipados con Los helechos de Gran Bretaña e Irlanda o uno de los muchos otros libros vendidos para la identificación de helechos, los coleccionistas buscaban helechos en los concesionarios y en sus hábitats nativos de las islas británicas y más allá. Las hojas se prensaban en álbumes para exhibir en los hogares. También se recolectaron plantas vivas para el cultivo en jardines y en interiores. Los viveros ofrecían no solo especies nativas sino también especies exóticas de las Américas y otras partes del mundo.
La caja de Ward, un precursor del terrario moderno, fue inventado alrededor de 1829 por Nathaniel Bagshaw Ward para proteger sus helechos de la contaminación del aire del siglo XIX en Londres. Las cajas de Ward pronto se convirtieron en características de elegantes salones en Europa occidental y los Estados Unidos y ayudaron a difundir la locura por los helechos y posteriormente, la de las orquídeas. Los helechos también se cultivaban en "casas de helechos" (invernaderos dedicados solo a helechos) y en helechales al aire libre. 
Además de aproximadamente setenta especies nativas británicas e híbridos naturales de helechos, los horticultores de esta época estaban muy interesados en las denominadas monstruosidades, variantes extrañas de especies silvestres. De estos seleccionaron cientos de variedades para el cultivo. Polystichum setiferum, Athyrium filix-femina y Asplenium scolopendrium, por ejemplo, cada uno produjo aproximadamente trescientas variedades diferentes.

## Artes decorativas
Los motivos de helechos aparecieron por primera vez en la Exposición Internacional de 1862 y siguieron siendo populares "como un simpático símbolo de actividades placenteras" hasta el cambio de siglo.
Como las hojas de helecho son algo planas, se usaron para la decoración de manera que muchas otras plantas no podían. Se pegaban en los álbumes de los coleccionistas, se fijaron en objetos tridimensionales, se utilizaron como plantillas para el "trabajo con salpicaduras", se entintaban y se presionaban en las superficies para la impresión de la naturaleza, y así sucesivamente.
Wedgwood, Mintons Ltd, Royal Worcester, Ridgeway, George Jones y otros introdujeron los patrones de helecho en la cerámica, con diversas formas y estilos de decoración, incluida la mayólica. Un memorial para Sir William Jackson Hooker, Director de los Reales Jardines Botánicos, en Kew fue encargado a Josiah Wedgwood and Sons y erigido en la Iglesia Kew en 1867 con paneles de jaspe con ramitas aplicadas que representan helechos exóticos. Una copia fue donada al Museo de Victoria y Alberto, donde aún se puede ver.
Si bien las representaciones realistas de helechos fueron especialmente favorecidas en las artes decorativas de este período, "Incluso cuando la representación era estilizada, como era común en el vidrio y el metal grabados, el efecto aún era reconociblemente "de helecho".

## Otras especies
Selaginella y Lycopodiopsida y otras plantas afines a los helechos también se recolectaron y representaron en objetos decorativos.

## Efectos sobre las poblaciones nativas
El celo de los coleccionistas victorianos condujo a reducciones significativas en las poblaciones silvestres de algunas de las especies más raras. La woodsia oblonga estuvo bajo severa amenaza en Escocia, especialmente en las Colinas de Moffat. Esta área una vez tuvo las poblaciones más extensas de la especie en el Reino Unido, pero ahora solo quedan unas pocas colonias cuyo futuro sigue amenazado. La woodsia alpina relacionada sufrió un destino similar, aunque los riesgos no fueron todos para las plantas. John Sadler, más tarde conservador del Real Jardín Botánico de Edimburgo, casi perdió la vida obteniendo un penacho de helecho en un acantilado cerca de Moffat, y un guía botánico llamado William Williams murió recolectando woodsia alpina en Gales en 1861. Su cuerpo fue encontrado al pie del acantilado donde Edward Lhwyd había recogido la especie por primera vez casi dos siglos antes. En su guía botánica y en sus memorias Hardy Ferns (1865), la escritora Nona Bellairs pidió leyes para proteger a los helechos de la sobreexplotación: "Debemos tener 'Leyes de helechos' y preservarlos como si fueran animales de caza".
El helecho de Killarney, considerado una de las plantas más amenazadas de Europa
 y una vez encontrado en Arran, se creía extinto en Escocia debido a las actividades de los coleccionistas del siglo XIX, pero la especie se ha descubierto en Skye en su forma gametofita. Otro ejemplo es el Dickie Bladder-Fern, que se descubrió creciendo en rocas ricas en bases en una cueva marina en la costa de Kincardineshire en 1838. En 1860, la colonia original parecía haber sido extirpada, aunque la especie se ha recuperado y hoy en día hay una población de más de 100 plantas allí, donde crece en una fisura del techo.

## Fuera del Reino Unido
La pteridomanía es "generalmente considerada una excentricidad británica", y los historiadores están divididos respecto a su alcance fuera del Reino Unido; John D. Scott ha escrito: 
 La locura parecía haber pasado desapercibida en los Estados Unidos, probablemente porque estas mismas especies en los Estados Unidos están esencialmente libres de estas formas "anormales". También puede deberse al hecho de que los botánicos estadounidenses han estado, en su mayor parte, más interesados en desentrañar las complejidades de las especies involucradas en los complejos de helechos como Asplenium, Dryopteris y Botrychium. 
 Por otro lado, la historiadora Sarah Whittingham "presentó muchas pruebas de que llegó a las costas de Estados Unidos" en su libro, «Fiebre del helecho: La historia de la pteridomanía». La American Fern Society se estableció en 1893 y ahora cuenta con más de 900 miembros en todo el mundo. La sociedad tiene su sede en la Universidad de Indiana y se considera a sí misma como "uno de los clubes internacionales de helechos más grandes del mundo". William Ralph Maxon sirvió repetidamente como presidente de la sociedad.
El invernadero Dorrance H. Hamilton en el Morris Arboretum de la Universidad de Pensilvania es el único invernadero de helechos victoriano independiente que queda en América del Norte; tiene un techo de vidrio de estilo victoriano curvo y cumplió 100 años en 1999. Diseñado por John Morris que dio nombre al arboretum, se dice que el invernadero encarna "algunas de las muchas pasiones de los victorianos: el amor por el coleccionismo, la veneración por la naturaleza y la moda de los jardines románticos ... su techo de filigrana brilla a la luz del sol".

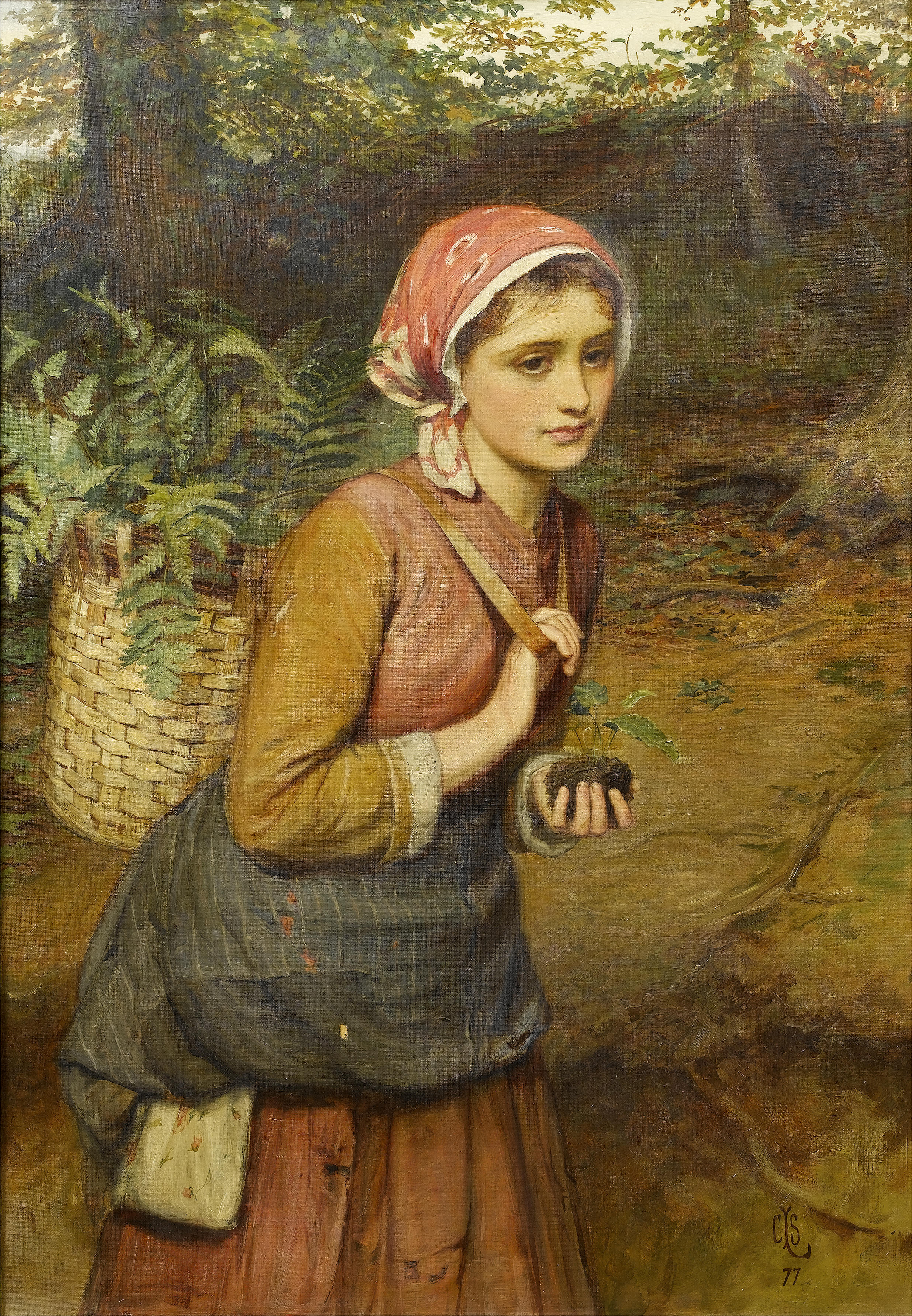
Charles Sillem Lidderdale : La recolectora de helechos, 1877.